# Machin Nunatak
Machin Nunatak är en nunatak i Antarktis. Den ligger i Östantarktis. Australien gör anspråk på området. Toppen på Machin Nunatak är 988 meter över havet.
Terrängen runt Machin Nunatak är huvudsakligen lite kuperad. Trakten är obefolkad. Det finns inga samhällen i närheten.